# Facultad de Filosofía (Universidad Ramon Llull)
La Facultad de Filosofía de la Universidad Ramon Llull fue creada como Facultad Eclesiástica de Filosofía de Cataluña en 1988 y es heredera, a su vez, de la antigua Facultad de Filosofía fundada por la Compañía de Jesús en Barcelona. 
En 1990, la Facultad de Filosofía fue una de las instituciones fundadoras de la Universidad Ramon Llull.
Su sede se encuentra en el edificio del Seminario Diocesano, en el número 231 de la calle Diputación, que también aloja la Facultad de Teología de Cataluña, la Biblioteca Pública Episcopal, el Instituto Superior de Ciencias Religiosas y el Museo Geológico del Seminario de Barcelona.

## Titulaciones
- Licenciatura en Filosofía
- Licenciatura en Humanidades
- Grado en Filosofía, Política y Economía
- Doctorado en Filosofía
- Doctorado en Humanidades
- Master en Gestión y Didáctica del Patrimonio Cultural

## Profesores
David Andrés,  Jaume Aymar i Ragolta, Ignasi Boada Sanmartín, Agustí Boadas i Llavat, Antoni Bosch-Veciana, Josep M. Coll i Alemany, Sílvia Coll-Vinent i Puig, Joan García del Muro Solans, Jordi Giró i París, Sergi Gordo Rodríguez, Andreu Grau i Arau, Vicent Igual Luís, Carles Llinàs i Puente, Diego Malquori, Jordi Marimon Canela, Andreu (Miquel) Marquès Martí, Joan Baptista Martinez-Porcell, Francesc Nicolau Pous, M. Pilar Núñez Cubero, Jesus Oliver-Bonjoch i Oliver, Joan Ordi Fernández, Armando Pego Puigbó, Enric Puig i Giralt, Ignasi Roviró Alemany, Francesc Torralba Roselló, Joan Albert Vicens Folgueira.

## Grupos de investigación
- Instituto de Filosofía y Ciencias Naturales Teilhard de Chardin.
- Grupo de investigación "Simbología en el arte occidental"
- Grupo de investigación "Filosofía y cultura"

## Publicaciones
- Revista Comprendre
- Colección "Eusebi Colomer"
- Colección "Pensar per conviure"
- Colección "Humanitats"
- Lecciones inaugurales

## Imágenes

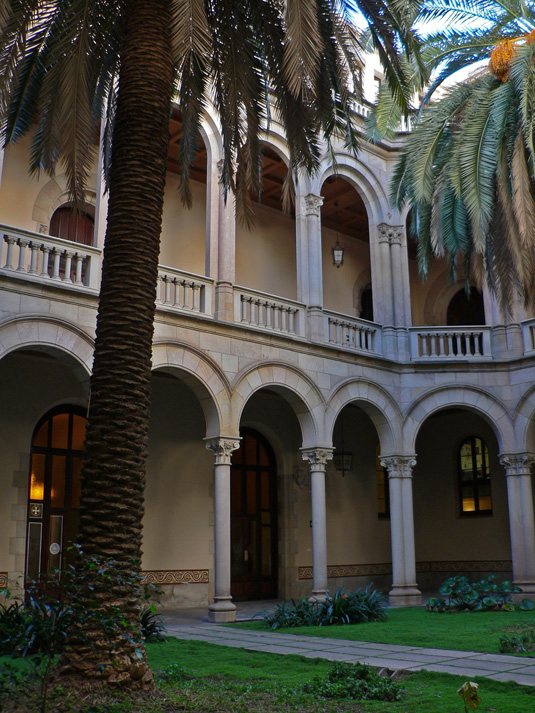
Patio del Edificio Seminari